# Luna (película de 2017)
Luna es una comedia dramática francesa dirigida por Elsa Diringer y estrenada en 2017. Tras realizar seis cortometrajes, Luna es su primer largometraje.

## Sinopsis

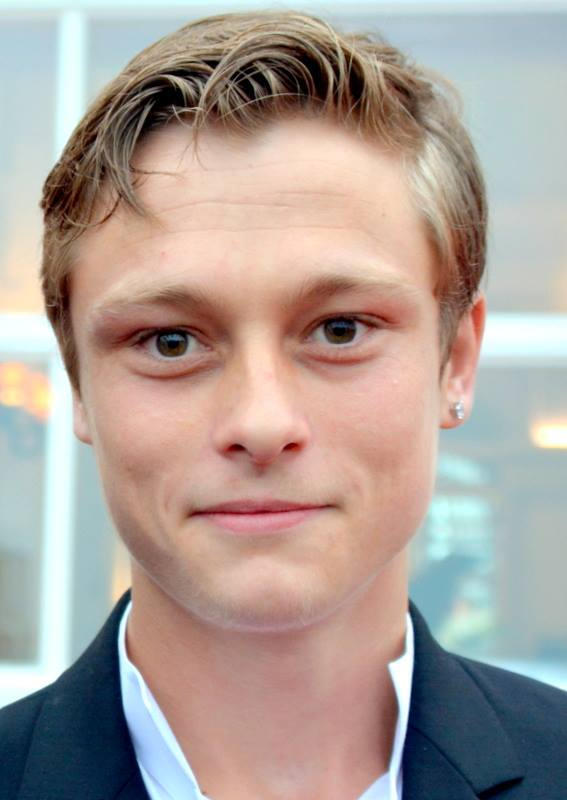
El actor Rod Paradot.

Luna es una joven trabajadora en prácticas en una finca de Montpellier. Ha hecho un ciclo de horticultura y por fin obtiene su titulación. Su pareja, Rubén, está más atento a los amigos de la pandilla que a Luna. En una noche de excesos, los amigos pasean en moto como si fuesen dueños del asfalto. Se divierten a lo grande, beben alcohol a raudales y fuman drogas. De pronto, Rubén descubre en la noche un grafirero que está haciendo una pintada. Le llama Bambi (firma como Bam3i) y lo somete a vejaciones. Los amigos le secundan y entre todos cometen una agresión sexual.
Otro día, los amigos celebran el cumpleaños de Rubén. Luna le regalará un cachorro como mascota. Esa tarde Luna le recuerda la importante cita en el centro médico. Y es que Luna ha de ir al médico para que le practiquen una interrupción voluntaria del embarazo (un aborto). Su amigo Rubén se desentiende una vez más.

## Ficha técnica
- Título: Luna
- Dirección: Elsa Diringer
- Guion: Elsa Diringer y Claude Mouriéras
- Fotografía: Elin Kirschfink
- Montaje: Sarah Ternat
- Vestuario: Laëtitia Carré
- Decorados: Lise Chaudot
- Música: Sébastien Souchois y Thibaut Barbillon
- Productor: Muriel Meynard
- Producción: Ex Nihilo
- Distribución: Pyramide Distribution
- País de origen:  Francia
- Génro: comedia dramática
- Duración: 93 minutos
- Fechas de estreno:
  - Francia: 25 de octubre de 2017 (Festival du film méditerranéen de Montpellier) ; 22 de noviembre de 2017 (Festival du film d'Albi) ; 11 de abril de 2018 (estreno en cines)

## Reparto
- Laëtitia Clément: Luna
- Rod Paradot: Álex
- Lyna Khoudri: Chloé
- Julien Bodet: Rubén
- Frédéric Pierrot: Sebastián
- Juliette Arnaud: Corinne